# Pape Diakhaté
Pape Malickou Diakhaté (Dakar, Senegal, 21 de junio de 1984) es un exfutbolista senegalés, aunque también tiene nacionalidad francesa. Jugaba de defensa y su último equipo fue el Football Club Luneville

## Selección nacional
Ha sido internacional con la Selección de fútbol de Senegal en 73 ocasiones. Participó en la Copa Africana de Naciones de 2006, campeonato en el que su equipo consiguió la cuarta posición.

### Participaciones Internacionales
| Torneo                         | Sede   | Resultado |
| ------------------------------ | ------ | --------- |
| Copa Africana de Naciones 2006 | Egipto | Semifinal |

## Vida privada
Pape Diakhate estuvo casado con Caroline (2003-2012). Ellos tienen dos hijos.

## Clubes
| Club                | País    | Año         |
| ------------------- | ------- | ----------- |
| AS Nancy            | Francia | 2001 - 2007 |
| FC Dinamo de Kiev   | Ucrania | 2007 - 2010 |
| Olympique Lyonnais  | Francia | 2010 - 2011 |
| Granada C.F.        | España  | 2011 - 2013 |
| Kayseri Erciyesspor | Turquía | 2013 - 2014 |
| Granada CF          | España  | 2014        |
| AS Nancy            | Francia | 2014 -      |

|}

## Palmarés

### Campeonatos nacionales
| Título          | Club     | País    | Año  |
| --------------- | -------- | ------- | ---- |
| Copa de la Liga | AS Nancy | Francia | 2006 |